# Павлувек (Сохачевський повіт)
Павлувек (пол. Pawłówek) — село в Польщі, у гміні Тересін Сохачевського повіту Мазовецького воєводства.
Населення — 81 особа (2011).
У 1975-1998 роках село належало до Скерневицького воєводства.

## Демографія
Демографічна структура станом на 31 березня 2011 року:
|          | Загалом | Допрацездатний вік | Працездатний вік | Постпрацездатний вік |
| -------- | ------- | ------------------ | ---------------- | -------------------- |
| Чоловіки | 35      | 6                  | 27               | 2                    |
| Жінки    | 46      | 17                 | 22               | 7                    |
| Разом    | 81      | 23                 | 49               | 9                    |